# Gerhard Kleinsorgen
Gerhard Kleinsorgen auch Gerhard von Kleinsorgen (* 1530 in Bielefeld; † 1591 in Werl) war ein kurfürstlich kölnischer gelehrter Rat für das Herzogtum Westfalen und Historiker.

## Leben
Kleinsorgen stammte aus einer angesehenen Patrizierfamilie aus Lemgo. Weil die Familie am katholischen Glauben festhielt, musste sie die Stadt verlassen. Seine gymnasiale Ausbildung erhielt Kleinsorgen seit 1542 in Hildesheim. Seit 1548 studierte er in Köln Rechtswissenschaften. Er schloss als Lizentiat beider Rechte ab.
Nach dem Studium wurde Kleinsorgen Vorsitzender oder Offizial des geistlichen Gerichts in Werl. Weil er Frau von Brandis heiratete, gab er das geistliche Amt auf und wurde 1556 kurfürstlicher Rat für das Herzogtum Westfalen mit Amtssitz in Werl. Dort wurde er 1559 auch Kalandsherr. Im Jahr 1564 nahm er an der Krönung von Kaiser Maximilian II. teil.
Im Jahr 1571 wird er als Lehnsbesitzer des Burgmannshofes am Kletterpoth in Werl genannt. Das zuvor abgebrannte Gebäude ließ Kleinsorgen neu erbauen. Später erhielt er von den Kurfürsten weitere Besitzungen, so den nach dem Tod Rabans von Hoerde heimgefallenen Besitz bei Bad Salzuflen sowie den Hof Wickede.
Im Jahr 1572 wurde Kleinsorgen Anwalt von Kaspar von Fürstenberg bei dessen Bestreben, die Edelherren von Grafschaft zu beerben. Nachdem Kleinsorgen das Mandat niedergelegt hatte, war das Verhältnis zwischen beiden getrübt.
Anfangs war das Verhältnis zwischen Kleinsorgen und dem neuen Kurfürsten Gebhard Truchsess gut. Er begleitete diesen sogar zu den Friedensverhandlungen zwischen Spanien und den Niederlanden in Köln. Während des Friedenskongresses sprach Kleinsorgen für die spanisch-katholische Seite. Der Kurfürst beauftragte 1581 Kleinsorgen, in Werl eine Jesuitenschule einzurichten. Wegen der folgenden Wirren ist aus dem Projekt nichts geworden.
Kleinsorgen missbilligte den Übertritt von Kurfürst Gebhard Truchsess zum Protestantismus, dessen Heirat mit Agnes von Mansfeld im Jahr 1582 sowie dessen Versuch, das geistliche in ein weltliches Fürstentum zu verwandeln. Die Räte im Herzogtum Westfalen, unter ihnen Kleinsorgen, verweigerten dem Kurfürsten ihre Unterstützung. Statt ihrer wurden neue Räte eingesetzt. Auf dem Arnsberger Landtag von 1583 trafen beide Seiten aufeinander. Kleinsorgen war dabei neben Hermann von Hatzfeld und Caspar von Fürstenberg einer der Wortführer der katholischen Seite.
Die Spannungen mit Truchsess führten dazu, dass Kleinsorgen nach dem Landtag in Arnsberg von 1583 nach Menden flüchtete. Dort lebte der Amtsdrost Eberhard zu Solms-Lich, der auch Landdrost des Herzogtums war und auf Seiten der katholischen Partei stand. Später flüchtete Kleinsorgen nach Dortmund außerhalb des Machtbereichs des Kurfürsten. Sein Haus wurde beschlagnahmt und ein Prozess angestrengt, der aber zu keinem Schuldspruch führte. In Dortmund verkehrte Kleinsorgen in Humanistenkreisen.
Nach dem Scheitern von Truchsess trat Kleinsorgen als Rat in den Dienst des neuen Kurfürsten Ernst von Bayern. Auf dem Landtag von Geseke spielte er dann eine wichtige Rolle. Er war daran beteiligt, Kurfürst Ernst auch die Bischofsstelle in Münster zu beschaffen. Nach der Schlacht bei Werl war er einer der Geiseln des Martin Schenk von Nideggen und wurde nach Zahlung eines Lösegeldes freigelassen.
In Werl ist der Kleinsorgenring nach der Patrizierfamilie benannt.

## Wirken
Er hat eine zehnteilige Westfälische Kirchengeschichte (Ecclesiastica Historia Westfaliae) geschrieben, von der neun Teile gedruckt wurden. Dieses Werk war zum Teil eine Grundlage der Monumenta Paderbornensia. Für seine westfälische Kirchengeschichte zog Kleinsorgen zahlreiche unterschiedliche Quellengattungen, wie Briefe, Urkunden, Autobiographien, aber auch Grabinschriften heran. Der behandelte Zeitraum beginnt etwa um 700 und endet im gedruckten neunten Band im Jahr 1577, im handschriftlichen 10. Band im Jahr 1583.
Früher nahm man an, dass er einen Bericht über die Zeit Gebhard von Truchsess (Diarium historiae Truchsessianae) sowie eine Geschichte der Grafen von der Lippe verfasst hätte. Diese Werke wurden zunächst nur handschriftlich abgefasst, gedruckt wurden die kirchengeschichtlichen Werke erst etwa 200 Jahre später, 1779/1780. Ein Druck der angeblichen Geschichte des Lippischen Grafenhauses lässt sich nicht nachweisen. Eine neuere Dissertation kommt zu dem Ergebnis, dass der Bericht über die Zeit von Truchsess nicht von Kleinsorgen, sondern vom Werler Pfarrer Johann Ungsbeck († 1666) auf der Grundlage des bisher unbekannten 10. Buches der Kirchengeschichte sowie weiterer zeitgenössischer Quellen entstanden sein muss, denn die sonst sehr wichtigen Tagebücher des Kaspar von Fürstenberg sind ausgerechnet für diese Zeit im Archiv in Herdringen nicht mehr verfügbar, was zumindest bemerkenswert sein dürfte. Auch an der Urheberschaft Kleinsorgens an der Geschichte der Grafen von der Lippe gibt es begründete Zweifel, denn diese Geschichte hat es so wohl nicht gegeben. Die Annahme der Verfasserschaft ist ein Missverständnis einer Kleinsorgenschen Aussage in der Kirchengeschichte, einen Bremer Bischof aus dem Geschlecht der Edelherren von der Lippe betreffend.

## Werke
- Kirchengeschichte von Westphalen, und angränzenden Oertern … – Bd. III m. d. Titel: Tagebuch von Gerhard Truchses Kölnischem Erzbischofe.
- Kirchengeschichte von Westphalen, und angränzenden Oertern. Band II. Münster 1779 (eingeschränkte Vorschau in der Google-Buchsuche – Nachdruck: „Mit einigen chronologischen Anmerkungen beleuchtet von den Minderbrüdern Conventualen“).